# 松安
松安（まつやす、生没年不詳）とは江戸時代の地本問屋。

## 来歴
寛政享和年間に江戸において地本問屋を営業している。百川子興、歌川豊広、歌川豊国、喜多川歌麿の錦絵を出版している。

## 作品
- 百川子興（栄松斎長喜） 『東風俗五節句合』 大判5枚揃 寛政後期ころ
- 歌川豊広・歌川豊国 『堀之内妙法寺恵方参之図』 大判5枚続 寛政末期ころ
- 喜多川歌麿 『丁子屋雛鶴 唐琴』 大判 享和ころ
- 喜多川歌麿 『風に悩む黒頭巾の女』 柱絵 享和ころ